# Énekes rigó
Az énekes rigó (Turdus philomelos) a madarak osztályának verébalakúak (Passeriformes) rendjébe és a rigófélék (Turdidae) családjába tartozó faj.

## Rendszerezése
A fajt Christian Ludwig Brehm német ornitológus írta le 1831-ben.

## Alfajai
- Turdus philomelos philomelos (C. L. Brehm, 1831) - Közép- és Kelet-Európa, Törökország északi része, a Kaukázus vidéke és Észak-Irán
- Turdus philomelos hebridensis (W. E. Clarke, 1913) - a Hebridák, Skye szigete, Skócia nyugati része és az Ír-sziget nyugati része
- Turdus philomelos clarkei (Hartert, 1909) - Nyugat-Európa és a Brit-sziget déli része
- Turdus philomelos nataliae (Buturlin, 1929) - Szibéria nyugati és középső része [2]

## Előfordulása
Egész Európában, Ázsia egy részen, a Közel-Keleten és Észak-Afrikában él. Természetes élőhelyei az északi és mérsékelt övi erdők és cserjések, valamint városi régiók. Vonuló faj.
Betelepítették Ausztráliába és Új-Zélandra. 
Sikertelenek voltak a betelepítési kísérletek, melyekkel meg akarták honosítani e fajt az Egyesült Államok, a Dél-afrikai Köztársaság és Szent Ilona területén.

### Kárpát-medencei előfordulása
Magyarországon rendszeres fészkelő március-október hónapokban. Rövidtávú vonuló, a hazai állomány a telet a Mediterráneumban, elsősorban Olaszországban tölti, de minden télen találkozhatunk áttelelő példányokkal.

## Megjelenése
Testhossza 23 centiméter, szárnyfesztávolsága 33–36 centiméter, testtömege 65–100 gramm. Háta sötétes olajbarna, hasa és a torka fehéres, a mellen rozsdasárga, szív- és csepp alakú sötét foltozattal. A szeme fölött világosodó szemöldökvonás látható, szárnya belül rozsdasárgás. Csőre és lába sárgásbarna.
|  |  |

## Életmódja
Hernyókat, csigákat, gilisztákat zsákmányol, de ősszel elfogyasztja a bogyókat és gyümölcsöket is. Nevét onnan kapta, hogy nagyon szépen énekel.
Jellegzetes szokása, hogy az apróbb házas csigákat gyűjti és azokat a csőrében egy arra alkalmas helyre (kőhöz, köves úthoz pl.) viszi és ott magasra emelve hozzáverdesi kopogva, feltöri és úgy fogyasztja el.

## Szaporodása
Fenyőerdők, lomberdők fáira, bokraira rakja fűszálakból álló, csésze alakú fészkét. A fészek belsejét sárral simára tapasztja. 4-5 tojásán 12-13 napig kotlik.
|  |  |  |

## Védelme
A Természetvédelmi Világszövetség Vörös Listáján nem fenyegetettként szerepel. Magyarországon védett, természetvédelmi értéke 25 000 Ft.